# Eric O'Grady
Eric O'Grady es un personaje ficticio que aparece en los cómics estadounidenses publicados por Marvel Comics. El tercer personaje en usar el nombre Hombre Hormiga, fue creado por Robert Kirkman y Phil Hester, y aparece por primera vez en Irredeemable Ant-Man # 1 (diciembre de 2006).

## Historial de publicaciones
Eric O'Grady fue el personaje principal de la serie mensual en curso The Irredeemable Ant-Man, con el título "Irredeemable" otorgado al título del cómic para indicar la actitud y el comportamiento inmoral del personaje. La serie se canceló después del número 12, aunque no se dio aviso de cancelación oficial (ya que Marvel Comics simplemente optó por no solicitar números de The Irredeemable Ant-Man más allá del número 12, aunque el último número se burló sin piedad de la idea de cancelación, como tener a Eric gritar a pesar de un asalto masivo de personajes cómicos cancelados).
Aunque cancelada, la serie terminó con el personaje inscrito en la Iniciativa. Con Avengers: The Initiative # 8, O'Grady se unió al elenco del título. Partió del título después de Avengers: The Initiative # 20, y desde Thunderbolts # 128, es miembro del nuevo equipo Thunderbolts. Después de los eventos de Asedio , se convierte en miembro de los Vengadores Secretos, comenzando con el número uno.
A partir de noviembre de 2010, protagonizó junto a Henry Pym en la miniserie de tres números Ant-Man and the Wasp, de Tim Seeley.
Ant-Man apareció como un personaje regular a lo largo de la serie Secret Avengers 2010-2013, desde el número 1 (julio de 2010) hasta la muerte del personaje en el número 23 (abril de 2012); el personaje fue reemplazado por un Life Model Decoy con todos sus recuerdos en el siguiente número, renombrándose a sí mismo Black Ant en el número 32, revelándose como un antagonista en el número 36, antes de desaparecer en su último número 37 (marzo de 2013).

## Biografía del personaje ficticio
Eric O'Grady es un agente de bajo nivel de S.H.I.E.L.D. que se topa con la última encarnación del traje de Ant-Man del Dr. Henry "Hank" Pym en la sede de S.H.I.E.L.D.. O'Grady, un hombre de muy poca moral y buena disposición para mentir, engañar, robar y manipular para salir adelante en la vida, inmediatamente le roba la armadura para sus propios planes egoístas, que incluyen el uso de su condición de "super-héroe" para acechar a las mujeres y facilitar su robo. Un tema recurrente con el personaje es su lado malvado que choca con el deseo de ser aceptado por otros, lo que lleva a O'Grady a prometer renunciar a sus malos caminos y convertirse en un héroe adecuado, lo que lleva a un ciclo de recaída del personaje y jurando "cambio".

### El Irredimible Ant Man
Mitch Carson es un agente de seguridad de S.H.I.E.L.D. bajo Dum Dum Dugan y alguien a quien O'Grady admira. Durante la historia del "Enemigo del Estado", cuando Wolverine ataca al Helicarrier S.H.I.E.L.D., Carson ordena a O'Grady y su compañero de cuarto Chris McCarthy que protejan a Hank Pym y el nuevo traje Ant-Man. Pym sale y entran en pánico y lo noquean. McCarthy escapa accidentalmente con el traje para escapar de Wolverine, pero cuando Elektra ataca al Helicarrier un mes después, McCarthy es asesinado por un agente de HYDRA y O'Grady le roba el traje de su cadáver. En lugar de devolver el traje, lo usa para robar cosas y asoma en las duchas de mujeres. Cuando O'Grady se une a su compañera agente de S.H.I.E.L.D., Veronica King, la novia de McCarthy, para llorar su muerte, comienzan una breve relación, con Veronica quedando embarazada. Carson, originalmente entrenado para ser el usuario del traje de Ant-Man robado, se vio obligado a usar un traje prototipo apresuradamente construido y localizar al ladrón. Carson puede rastrear a O'Grady, pero en la batalla que siguió, O'Grady desfiguró la cara de Carson por accidente con los chorros de su traje, quemó la mitad izquierda de la cara de Carson y dejó a Carson sordo y ciego de ese lado. O'Grady llevó a Carson a una enfermería cercana, pero Carson aún prometió venganza. Después de escapar del Helicarrier, O'Grady usa sus poderes para seguir espiando y solo salva a una mujer atractiva que luego intenta acostarse. Eventualmente intenta colarse en el bolso de Ms. Marvel, ahora líder de Los Poderosos Vengadores.
Durante una batalla, O'Grady intenta saquear una joyería y se encuentra con el ladrón Black Fox y roba su bolsa de joyas robada. De mala gana salva la vida de una niña de los escombros y se encuentra con el nuevo equipo de "Búsqueda y rescate" de Control de Daños.
Después de obtener una identificación falsa con el nombre de Derek Sullivan y se le ocurre el nuevo nombre de superhéroe Slaying Mantis, esta organización le ofrece un trabajo y él consiente. Se encuentra con Abigail y comienzan a salir. Alquila un departamento con su nuevo nombre y, con la ayuda de Control de Daños, comienza a establecer una nueva identidad mientras continúa ocultándose de S.H.I.E.L.D. Sin embargo, cuando Abigail comienza a enamorarse de O'Grady, ella le revela que es madre soltera con un hijo. Esto a su vez provoca que O'Grady deje a Abigail por mantener en secreto la existencia de su hijo mientras busca una relación romántica con él.
Black Fox aparece más tarde buscando las joyas. O'Grady, sin embargo, ya los había vendido a una casa de empeño. Los dos trabajan juntos, recuperando los $ 150,000 y dividiendo las ganancias, con O'Grady manteniendo el 15 por ciento. Forman una amistad cercana después.
Durante una confrontación posterior con Abigail, ella revela que posee el poder de leer telepáticamente las emociones de las personas. Ella dice rápidamente que su poder revela que O'Grady realmente la ama. Antes de que pueda responder, Hulk comienza un ataque sobre Manhattan. O'Grady se une de mala gana a la refriega atacando a Hulk desde el interior de su cuerpo. Sin embargo, el estómago y las entrañas de Hulk demostraron ser igual de duros y O'Grady terminó siendo descargado por una de las fosas nasales. Se despierta en una enfermería de S.H.I.E.L.D., con Mitch Carson de pie junto a su cama, declarando que está bajo arresto.
Carson lleva a O'Grady a una habitación secreta a bordo del helicóptero y procede a torturarlo. Al hacerlo, Carson revela secretos impactantes a O'Grady sobre su propia naturaleza sociópata y cómo ha abusado de su posición como agente de S.H.I.E.L.D. para encubrir los asesinatos que ha cometido a lo largo de los años. Justo cuando Carson está a punto de quemar la cara de O'Grady con los propulsores del traje, Iron Man llega y lo somete. O'Grady usa las confesiones de Carson de fechorías pasadas para enmarcarlo durante todo el fiasco del traje robado, diciendo que solo estaba tratando de evitar que usara el traje para el mal. Iron Man se niega a creer a O'Grady, aunque Iron Man se desvía rápidamente por la llegada del Black Fox (ahora amigo de O'Grady después de su primer encuentro). Black Fox exige que O'Grady sea liberado y afirma haber colocado explosivos en el helicarrier para extorsionar la libertad de su amigo. O'Grady rechaza las afirmaciones de Black Fox de protegerlo de Iron Man, lo que lleva a Black Fox a ser arrestado.
Pasan varias semanas y, aunque el destino de Carson se deja sin resolver, se demuestra que O'Grady ha retomado su puesto en el Helicarrier, habiéndose ofrecido su propio trabajo en circunstancias desconocidas. Sintiéndose culpable de que Black Fox esté en la cárcel, O'Grady ayuda al anciano ladrón a escapar del Helicarrier, y O'Grady admite que lamenta haber puesto a Black Fox en la terrible experiencia de ser arrestado. Más tarde, O'Grady rechaza el intento de Veronica de llegar a un acuerdo para criar a su hijo juntos, en parte debido a su temor interno de que sería un padre horrible debido a su total falta de moral o ética. Mientras tanto, a pesar de sus dudas, Iron Man y Hank Pym le ofrecen a O'Grady a regañadientes su antiguo traje de Ant Man después de determinar que ninguno de los otros candidatos puede controlar el traje en la medida en que O'Grady ya lo ha demostrado, con la condición de él. formar parte de la Iniciativa, que O'Grady acepta.
O'Grady también tiene una última reunión con Abigail y le dice que, de hecho, la ama. Sin embargo, le dice a Abigail que se irá por un tiempo y desea estar con ella. Mientras lo hace, espera poder ser una mejor persona. Antes de irse, él le dice su verdadero nombre.

### La Iniciativa
A pesar de sus votos a Abigail, O'Grady continúa con sus formas lascivas e irremediables al unirse a la Iniciativa. En particular, durante su primera reunión con Taskmaster, O'Grady intenta difamar el nombre Ant-Man de su predecesor Scott Lang, pasando historias de su comportamiento obsceno acosador con respecto a Ms. Marvel en Lang, y afirmando que Lang nunca fue realmente un miembro oficial de los Vengadores y que Lang simplemente se escondía dentro de la Mansión de los Vengadores durante su permanencia en el equipo y seguía al grupo como una percha. Cuando Estatura, la hija de Lang, escucha a Taskmaster y O'Grady riéndose de estas mentiras, ella ataca creciendo a un tamaño gigante e intenta pisar al O'Grady de tamaño humano. Usando su traje para aumentar su tamaño para defenderse, O'Grady engaña a Estatura para que piense que el héroe Mantarraya había sido pisoteado y asesinado para derribar con un tiro barato, burlándose gritando "¿Quién es tu papá ahora?". Esto a su vez hace que Hank Pym crezca de tamaño gigante y ataque a O'Grady. Sin embargo, a medida que su lucha comienza a atraer la atención de personas fuera del complejo de la Iniciativa, Taskmaster derriba a los tres gigantes con su escudo.
O'Grady es derrotado por un clon de MVP, junto con la mayoría de los reclutas de su clase. Se escondió del resto de la acción junto con el Taskmaster.
Más tarde se ve a O'Grady teniendo una sesión de asesoramiento con Trauma, ayudándolo con un recuerdo reprimido de "Santa desnudo" de su infancia.
Cuando los Skrull comienzan una invasión en la ciudad de Nueva York, se ordena a la Iniciativa que luche. O'Grady decide evitar esto encogiéndose y escondiéndose. Pronto descubre que los Skrulls se han apoderado del campamento Hammond. Ayuda a la Iniciativa Sombra en un intento fallido de asesinar a la Reina Veranke. Escapándose una vez más encogiéndose, O'Grady descubre el plan de último recurso de los Skrulls: abrir un gigante portal de la Zona Negativa, y que todo Estados Unidos sea eliminado de esta dimensión. Durante este tiempo, O'Grady reflexiona que los Skrulls planearon para cada complicación posible que los héroes de la Tierra podrían haber creado, pero no planearon un "cobarde de una pulgada de alto" corriendo bajo los pies. Escapando de los Skrulls en la espalda de uno de sus soldados de choque, Eric lleva la información a algunos de los miembros restantes de la Iniciativa, y se dispusieron a detener el plan.
Después de la derrota de los Skrulls, O'Grady es elogiado por su buen trabajo y es promovido a un puesto en los Thunderbolts.

### Thunderbolts
En su primera misión, Ant-Man se esconde en el escote de la Viuda Negra (Yelena Belova) para escabullirse a bordo y tomar el control del Air Force One con Norman Osborn, Doc Samson y el nuevo presidente a bordo. O'Grady secretamente planta un emisor de rayos gamma en Doc Samson, lo que hace que el médico aumente su fuerza y enojo, y ataca al Presidente.
Sin embargo, O'Grady comenzó a lamentar sus acciones en los Thunderbolts, pero no puede hacer nada ya que Osborn lo haría matar. Paladín le aconsejó que esperara hasta que Osborn se volviera inevitablemente loco y fuera derribado. Ant-Man luego es testigo en secreto de que Paladin, Fantasma y Headsman se vuelven contra Señor X y Scourge, cuando se les ordena ejecutar a la Viuda Negra (Natasha Romanoff) y Pájaro cantor, y luego borrar los recuerdos de sus compañeros de equipo. Más tarde ayuda en la captura de Luke Cage entrando en el sistema nervioso de Cage. Sin embargo, cuando sus compañeros de equipo no hacen ningún esfuerzo por extraerlo, O'Grady ayuda a Cage a escapar.
O'Grady está cada vez más descontento con los Thunderbolts y preocupado por su futuro. Para ganar buena voluntad, ayuda al Capitán América Bucky Barnes a escapar de la custodia, pidiéndole que tenga esto en cuenta en el futuro. Más tarde, cuando fue enviado con el resto del equipo para infiltrarse en Asgard y robar a Gungnir, una vez más se enfrenta a Estatura.
Después de que Scourge encuentra a Gungnir, intenta llevarlo al Iron Patriot, pero Paladin lo detiene y finalmente tiene suficiente de servir a un loco. Grizzly ataca a Paladin para matarlo por traición, pero O'Grady se encoge y entra en el canal auditivo de Grizzly, incapacitando a Grizzly y salvando la vida de Paladin. Mientras los Poderosos Vengadores derrotan lo que queda de los Thunderbolts, O'Grady encuentra a Gungnir y se lo da a Paladin, quien lo esconde de Iron Patriot. Después de la batalla, O'Grady decide revaluar las elecciones que ha hecho y hacer algo bueno con su vida.

### Vengadores secretos
Eric O'Grady es visto más tarde como miembro de los Vengadores Secretos, usando el equipo clásico de Hank Pym. Fue invitado por el Capitán América Steve Rogers, creyendo que O'Grady puede ser una mejor persona. O'Grady se posiciona como el novato del grupo y se asocia con Máquina de Guerra, quien cree que O'Grady no es digno del nombre Ant-Man.
En el arco de los cuatro primeros números, O'Grady tropezó inadvertidamente con un grupo de agentes del Consejo de la Sombra que planeaba hacer explotar a sus compañeros de equipo con una bomba, pero pudo derrotarlos detonándolos temprano.

### Hombre Hormiga y la Avispa
La historia se abre a Eric O'Grady usando su posición con los Vengadores Secretos como una herramienta para encuentros sexuales con varias mujeres. Black Fox llega a él con información sobre A.I.M. para mejorar la relación de O'Grady con Hank Pym. Cuando llega Abigail, Eric admite que anhela una relación con la intención de comenzar una, solo para que Abigail encuentre evidencia de que es infiel. Ella se va comentando que él está mejorando como un superhéroe, pero apesta ser una persona. O'Grady va al laboratorio de Pym, mientras Hank y Reed Richards discuten cómo evitar que su realidad sea sobrescrita. Eric se ofrece a ayudar pero se le dice que espere con su información. Eric espera y habla con Tigra, quien sabe de él usando sus poderes para espiar a las mujeres, advirtiéndole que no lo intente con ella. Mientras se encuentra con Striker, Finesse y Veil, O'Grady les dice a las damas que vayan a una fiesta privada de bebidas, donde él se desmaya y le ponen crema de afeitar en la cara antes de dejarlo.
Después de un extraño robo, O'Grady se despierta y encuentra a Striker parado sobre él, a quien culpa por la crema de afeitar y comienza una pelea. Tigra salva a O'Grady de los poderes de Striker, justo cuando Pym finalmente explica la situación creyendo que O'Grady trajo a un alienígena que le robó a Pym. Cuando se revela que Fox usó a O'Grady para crear una entrada y una salida para que un ladrón robe un objeto del laboratorio de Pym, O'Grady asume la responsabilidad y se une a Pym para recuperar el objeto robado. Viajan juntos al paisaje mental y despiertan a través del sueño de un anciano. El ladrón usa los sueños para viajar y está siendo manipulado por la agente de AIM, Monica Rappaccini, para robar "Heaven" (una realidad virtual creada para proteger la conciencia de Bill Foster) y reclutar a Hank Pym en A.I.M., mientras que Pym pasa horas escapando de las trampas y dispositivos de tortura de Monica, O Grady manipula a Anethesia para que lo ayude a salvar a Foster pretendiendo vender a los Vengadores. Se estancan lo suficiente para que los Vengadores ataquen la celda y los rescaten antes de que Pym haga que la nave enemiga se teletransporte a la Tierra-9939.
En una misión contra Padre (el creador de las instalaciones del Mundo) con los Vengadores Secretos, O'Grady aparentemente es asesinado a golpes por los secuaces de Father mientras defiende la vida de un niño.

### Hormiga Negra
Cuando Eric O'Grady parece estar vivo, se revela que es un Señuelo Modelo de Vida que trabaja para el padre y lo ayuda en un plan aún desconocido, con el nuevo nombre de Hormiga Negra. Hormiga Negra es finalmente derrotado junto a los otros descendientes.
Como parte de "All-New, All-Different Marvel", aparece como miembro de los Illuminati de Capucha.
Durante la historia del "Imperio Secreto", Black Ant aparece como miembro de los Vengadores de Hydra. Durante la batalla en Washington D. C., Taskmaster y Hormiga Negra son testigos de que su compañero de equipo Odinson ya está trabajando para Hydra y los derriba. Los dos desertan de Hydra y liberan a los campeones cautivos. Cuando Taskmaster y Hormiga Negra les piden que les hablen bien, Spider-Man los enreda de todos modos.
Hormiga Negra y Taskmaster luego atacan a la Universidad Empire State donde el Dr. Curt Connors daba una clase. Como el chip inhibidor evita que Connors se convierta en Lagarto, Peter Parker se escabulle para convertirse en Spider-Man. Durante su pelea con Black Ant y Taskmaster, Spider-Man está expuesto al Acelerador de Genoma de Isótopos que lo separa de su lado de Peter Parker.
En un preludio de "Hunted", Hormiga Negra y Taskmaster trabajan con Kraven el Cazador y Arcade para capturar algunos personajes con temas de animales para su próxima cacería. Hormiga Negra y Taskmaster están hablando de la caza. Taskmaster traiciona a Hormiga Negra diciendo que Hormiga Negra es un villano de temática animal y Tasers Black Ant para obtener más dinero. Spider-Man se encuentra con uno de los Hunter-Bots que reveló la ubicación de Arcade y la destruye. Black Ant luego aparece para decirle a Spider Man algo. Hormiga Negra le dice a Spider-Man que la única forma de escapar del Central Park es dejar a todos los villanos y hacerse pequeños. Hormiga Negra se encuentra escondido en los arbustos por Yellowjacket como la Mosca Humana, Razorback, Sapo y Conejo Blanco planean vengarse de él. En ese momento, Taskmaster aparece y se va con Hormiga Negra. Cuando se van, Taskmaster afirma que Hormiga Negra habría hecho lo mismo por él. Cuando Hormiga Negra pregunta "¿Te refieres a la parte de traición o la parte de rescate?" Todo lo que Taskmaster puede decir es "¡sí!".

## Poderes y habilidades
Mientras usa la armadura Ant-Man, Eric O'Grady tiene la capacidad de encogerse al tamaño de un insecto mientras conserva la fuerza de tamaño completo. También posee dos brazos robóticos que puede liberar de la espalda de su armadura cuando se encoge. El principal medio de transporte de la armadura es un jetpack que se puede separar y usar como arma al convertir las llamas del jet en un enemigo. También tiene la capacidad de hablar con los insectos mientras usa el traje. Sin embargo, no ha entrenado del todo en esta habilidad y le falta algo de habilidad. Después de unirse a La Iniciativa, se reveló que la armadura de O'Grady era el traje prototipo "G.I. Ant-Man" que también podría aumentar el tamaño de O'Grady. Durante este tiempo, su casco parecía convertirse en una pieza de tela ajustada, ya que se amoldaba a sus expresiones faciales, e incluso podía despegarse para permitirle beber.
Como miembro de los Thunderbolts, el traje de Eric se rediseña y cambia de color para adaptarse mejor a su nueva posición en operaciones encubiertas.
Como miembro de los Vengadores Secretos, su traje rediseñado se asemeja a la armadura Ant-Man original. También estaba equipado con Avispa como aguijones en los guantes. La armadura conserva los 'cyberlegs' de la versión original que no son visibles cuando se retrae.

## Versiones alternativas

### Marvel Zombies
En un mundo donde una plaga convirtió a héroes y villanos en caníbales, Ant-Man estaba entre los infectados. Más tarde fue asesinado por el Punisher y la cabeza de O'Grady se mostró como un trofeo de caza.

## En otros medios
Eric O'Grady tiene un cameo en The Avengers: Earth's Mightiest Heroes, con la voz de Troy Baker. Él es visto en el episodio "Pesadilla en Rojo" durante el alboroto de Red Hulk.
La versión de Eric O'Grady de Ant-Man aparece en los cómics de Spider-Woman, con la voz de Jeffrey Hedquist.

## Ediciones recopiladas
La serie en solitario de Eric O'Grady se ha recopilado en varios volúmenes, en varios formatos.
| Título                                        | Material recogido                                                                       | Formato         | Fecha de publicación    | ISBN                |
| --------------------------------------------- | --------------------------------------------------------------------------------------- | --------------- | ----------------------- | ------------------- |
| Irredeemable Ant-Man - Volume 1: Low-Life     | Irredeemable Ant-Man #1-6                                                               | Digest          | 11 de julio de 2007     | ISBN 978-0785119623 |
| Irredeemable Ant-Man - Volume 2: Small-Minded | Irredeemable Ant-Man #7-12                                                              | Digest          | 26 de diciembre de 2007 | ISBN 978-0785119630 |
| The Irredeemable Ant-Man                      | Irredeemable Ant-Man #1-12                                                              | Trade Paperback | 1 de julio de 2009      | ISBN 978-0785140863 |
| Ant-Man and Wasp: Small World                 | Ant-Man and Wasp #1-3 and material from Tales to Astonish (1959-1968 1st Series) #44-48 | Trade Paperback | 22 de junio de 2011     | ISBN 978-0785155676 |

## Recepción
IGN enumeró a Eric O'Grady como el 82o héroe más grande de los cómics de todos los tiempos, afirmando que es otro héroe que enfrenta el desafío de estar a la altura de un gran legado, pero que es realmente bueno de corazón, y ha hecho grandes avances en lo que respecta a haciendo justicia al venerado nombre de Ant-Man, y como # 43 en su lista de los "Top 50 Avengers".